# Aleix García
Aleix García Serrano (Ulldecona, 28 de junho de 1997) é um futebolista espanhol que atua como volante. Atualmente, joga pelo Bayer Leverkusen.

## Villarreal
Nascido em Ulldecona, García se juntou ao Villarreal em 2005. Fez sua estreia no dia 26 de abril de 2014 com apenas 16 anos de idade, entrando no segundo tempo pelo Villarreal B em uma vitória contra o Badalona, jogo válido pela Liga Adelante.
Fez sua estreia pela equipe principal na La Liga no dia 23 de maio de 2015, substituindo Antonio Rukavina em um jogo contra o Athletic Club. 

## Manchester City
No dia 27 de agosto de 2015, Aleix García foi anunciado oficialmente pelo Manchester City. Estreou pela equipe principal no dia 21 de fevereiro, contra o Chelsea, pelas oitavas de final da Copa da Inglaterra.

## Títulos
Bayer Leverkusen
- Supercopa da Alemanha: 2024